# 天目铁木
天目铁木（学名：Ostrya rehderiana）又名小叶穗子榆，为桦木科铁木属的植物，是中国的特有植物。仅分布于中国大陆的浙江临安县天目山，野外植株只有5株。生长于海拔400米至500米的地区，多生长在林中，目前尚未由人工引种栽培。